# Драгишич, Дара
Дара Драгишич (серб. Дара Драгишић, сербохорв. Dara Dragišić; 1921, Сараево — 22 сентября 1944) — югославская студентка, участница Народно-освободительной войны Югославии; Народный герой Югославии.

## Биография
Родилась в 1921 году в Сараево. Окончила школу города Печ. После начала войны с Германией ушла в антифашистское подполье Печа, в тяжёлых условиях активно трудилась для партизанского движения. Несла службу в Шарпланинском партизанском отряде, благодаря своей энергичности и активности проявила себя как мужественный и неунывающий боец. В 1943 году была принята в Коммунистическую партию Югославии.
После включения Шарпланинского отряда в состав 1-й македонско-косовской пролетарской ударной бригады, заняла должность заместителя политрука 2-го батальона. Участвовала в боях за Македонию и Косово, проявила себя в боях при Кленовце, Буковце и Кичево. В июне 1944 года получила тяжёлое ранение правой руки, но, несмотря на рану, продолжила службу.
Погибла 22 сентября 1944 в битве при Каляй-Доде на территории Албании. 9 октября 1953 посмертно награждена званием Народного героя Югославии.